# Line-Replaceable-Unit
Line-Replaceable-Unit (LRU) ist ein Bauteil oder eine Baugruppe eines technischen Gerätes, das im Rahmen einer Wartung oder Instandsetzung vor Ort (also nicht in einer Werkstatt oder in einem Instandsetzungsbetrieb) auswechselbar ist. Meist sind diese LRUs über Steckkontakte mit dem übergeordneten System oder einem Bussystem verbunden und können mit wenigen Handgriffen und meist ohne besonderes Werkzeug ausgebaut werden. In einigen Geräten ist der Austausch auch möglich ohne das Gerät vorher abzuschalten oder in einen Wartungsmodus zu überführen. Diese LRUs werden dann als hot-pluggable LRU bezeichnet.
LRUs werden durch den Hersteller in technischen Vorschriften und Bedienungsanleitungen definiert und mit einer speziellen Teilekennzeichnung versehen (zum Beispiel beim Militär mit einer National Stock Number, der sogenannten Versorgungsnummer), die eine einfachere Anforderung auf dem Versorgungsweg ermöglicht. Durch den Nutzer oder Bediener können LRUs nur vollständig ausgetauscht werden.
Bauelementewechsel innerhalb einer LRU sind im Regelfall nur dem verantwortlichen Hersteller oder speziell befähigten beauftragten Instandsetzungseinrichtungen vorbehalten. Davon abweichend können in einigen Bereichen LRUs noch weiter unterteilt werden in sogenannte LLRUs (von englisch: lower-LRU). Für deren Austausch ist dann eine höhere Qualifikation des Wartungspersonals und meist auch Spezialwerkzeug erforderlich, die oft nur in speziellen Instandsetzungseinheiten zur Verfügung stehen oder die mit mobiler Werkstattausrüstung von Großgerät zu Großgerät reisen.
Das System der LRUs hat bei komplexeren Großgeräten wie zum Beispiel Radargeräten der Luftverteidigung sowie in der Avionik den Vorteil, dass Ersatzteile auch unterschiedlicher Hersteller verwendet werden können. Einige Geräte sind mithilfe von integrierten Prüfeinrichtungen (Built-in test equipment) in der Lage, unabhängig vom jeweiligen Montageort die LRUs entsprechend internen Erfordernissen zu rekonfigurieren, das heißt, diese elektrisch in einen gänzlich anderen Systemabschnitt mit anderer Aufgabenstellung umzuschalten.